# ادواردو مانزونی
ادواردو مانزونی (انگلیسی: Edoardo Manzoni؛ زادهٔ ۲۰ مهٔ ۱۹۴۷) بازیکن فوتبال است.